# マイユゼ
マイユゼ （Maillezais）は、フランス、ペイ・ド・ラ・ロワール地域圏、ヴァンデ県のコミューン。

## 地理
ヴニーズ・ヴェルト（Venise verte、緑のヴェネツィア）と呼ばれる水に恵まれたポワトヴァン湿地（fr:Marais poitevin）の中心にあって、マイユゼはオティス川の運河が縦横にめぐっている。

## 歴史
ポワティエ司教区の分割に伴い、1317年にマイユゼは新たな司教区の地に選ばれた。司教はその後修道院を置いた。
ユグノー戦争中の1589年1月1日、マイユゼは新教徒のアグリッパ・ドービニェが攻略し、彼はその後知事となった。8月からフォントネー＝ル＝コントに投獄されていたブルボン枢機卿の監視を担当していた。
1648年、ラ・ロシェル司教座が新設されたため、マイユゼは司教座を失った。

## 人口統計
| 1962年 | 1968年 | 1975年 | 1982年 | 1990年 | 1999年 | 2008年 | 2013年 |
| ------ | ------ | ------ | ------ | ------ | ------ | ------ | ------ |
| 899    | 919    | 853    | 868    | 930    | 934    | 970    | 986    |

参照元:1962年から1999年まで人口の2倍カウントなし。1999年までEHESS/Cassini、2004年以降INSEE

## 史跡
- サン・ピエール旧修道院付属教会 - 11世紀に修道院付属教会として建設され、1317年にマイユゼ司教座が置かれたためカテドラルに昇格。1648年にマイユゼ司教座が廃された後、長く打ち捨てられていた。

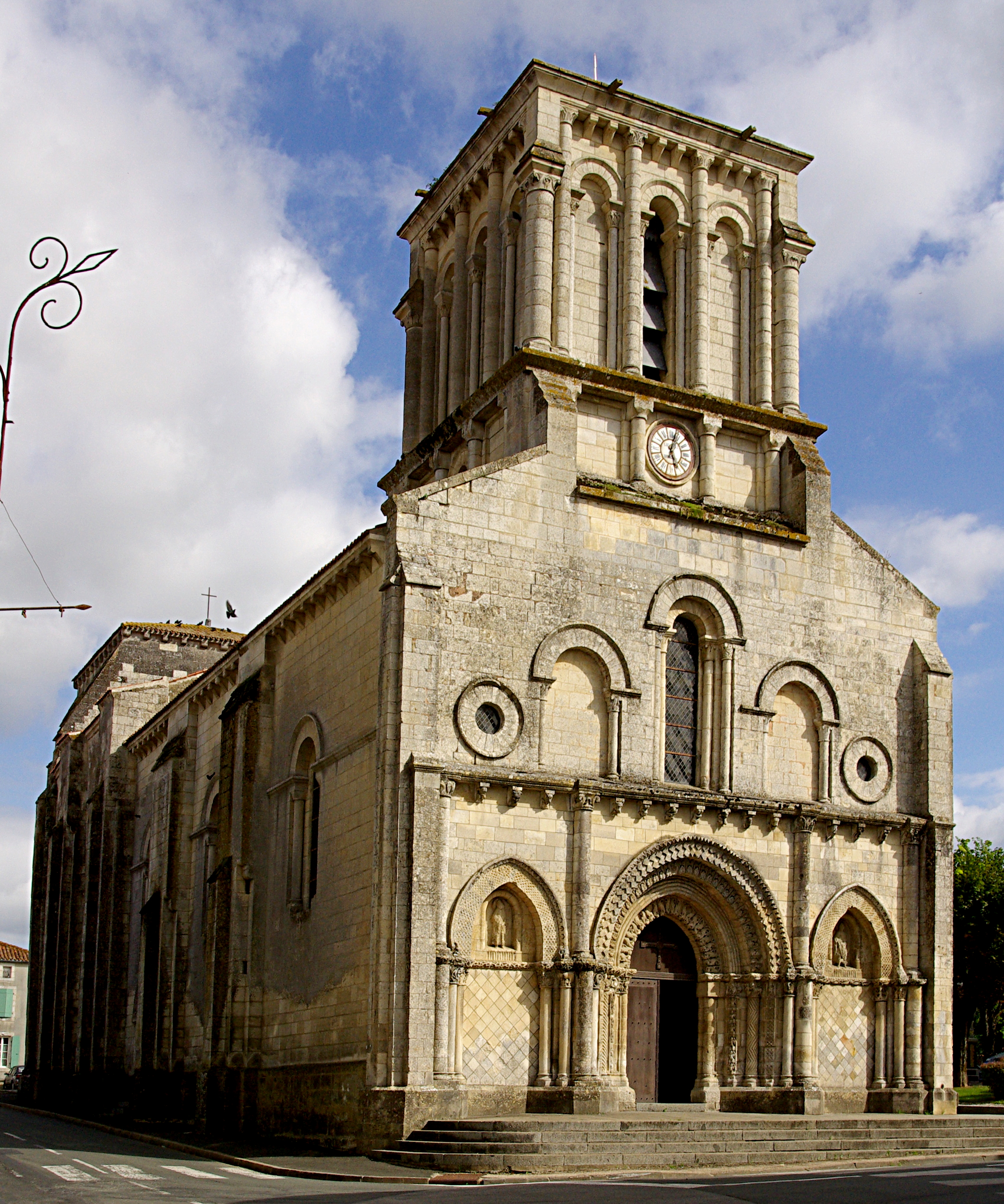
サン・ニコラ教会
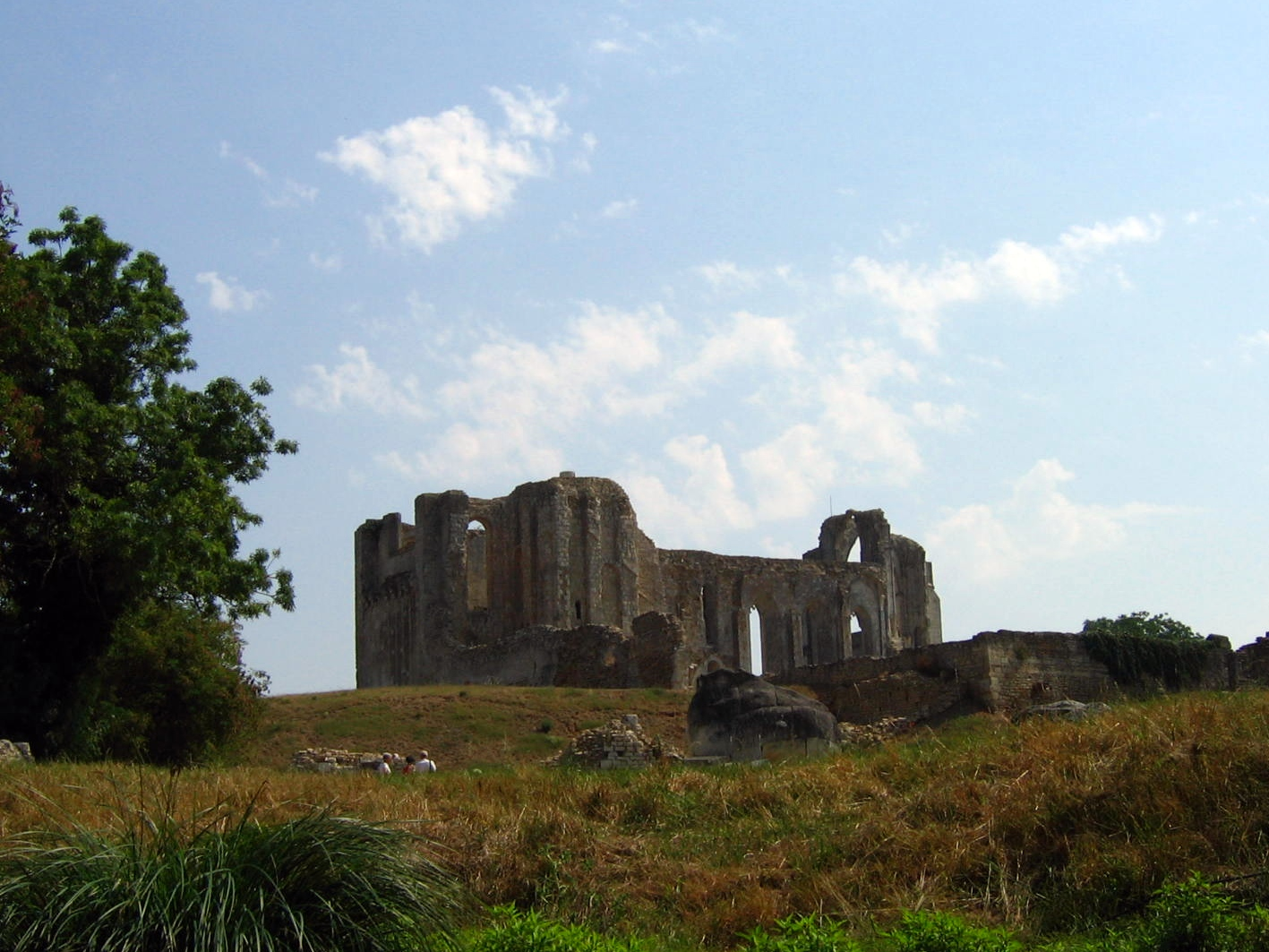
湿地から見た修道院の廃墟
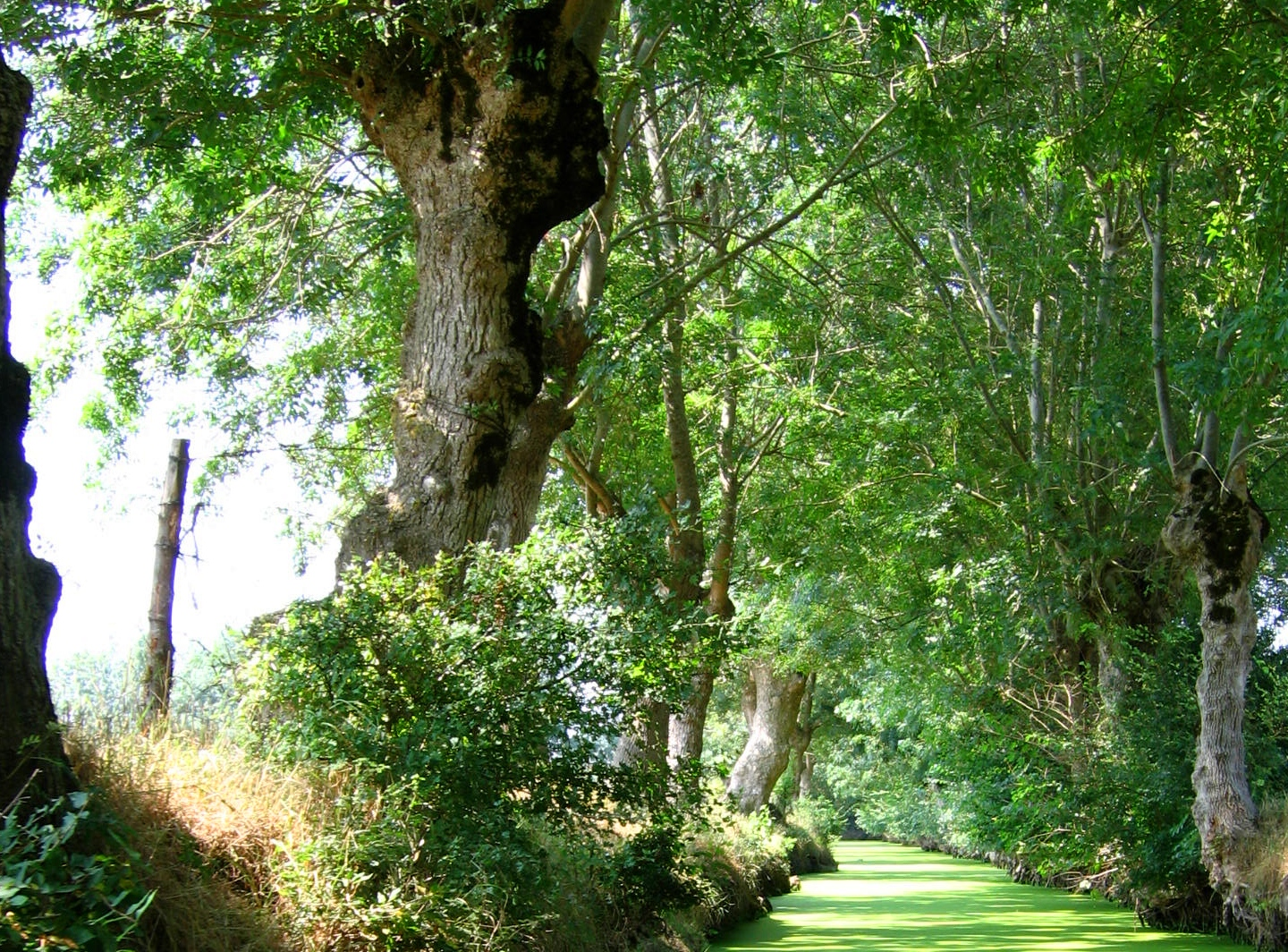
湿地
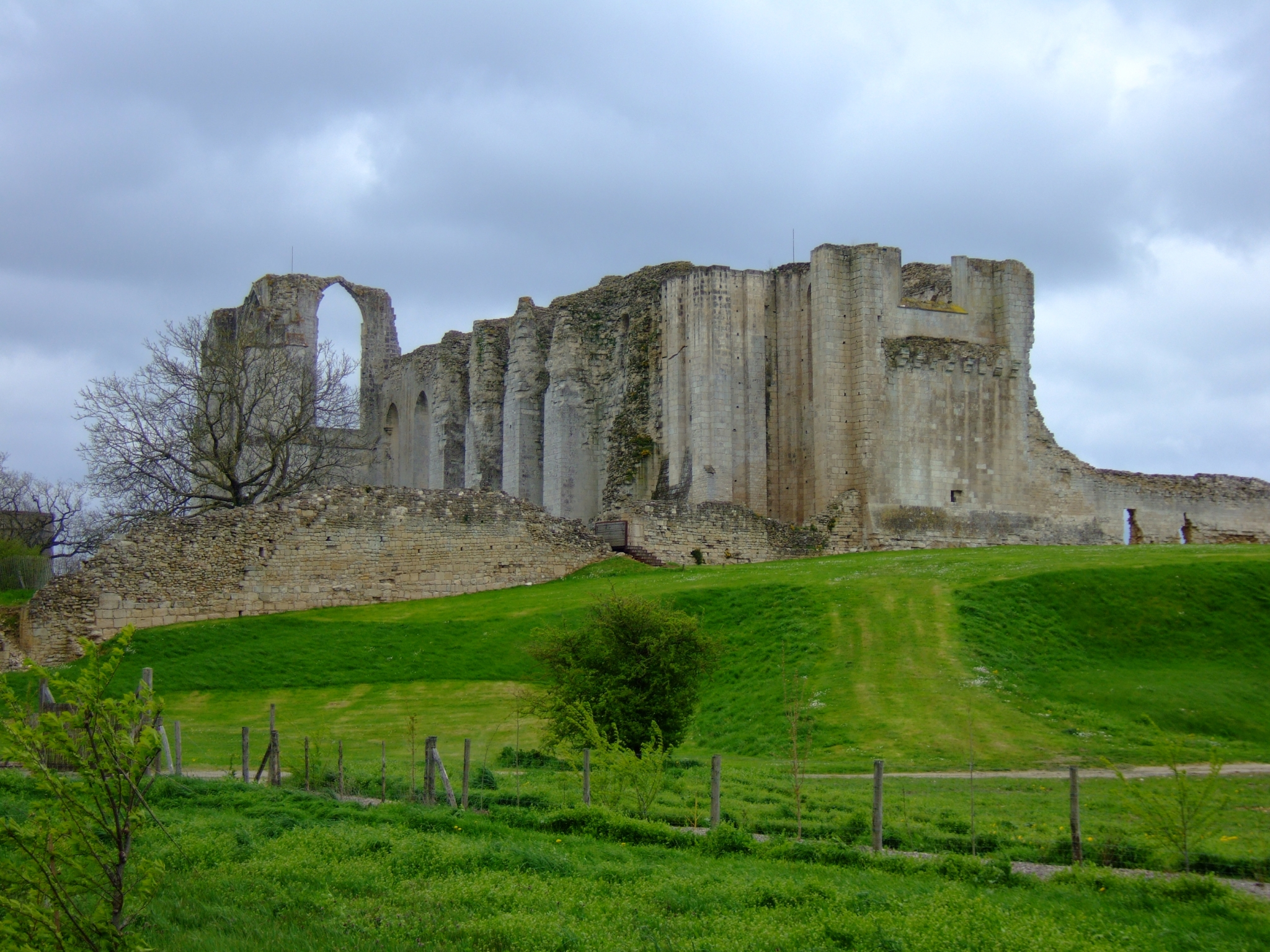
修道院の廃墟

### ノート
1. ↑  Réélu en 2001 et 2008.